# Chris Goulding
Chris Goulding (Launceston, 24 de outubro de 1988) é um basquetebolista australiano que atualmente joga pelo Auxilium CUS Torino disputando a Liga Italiana. O atleta possui 1,92m atua na posição armador. Fez parte do selecionado australiano que conquistou a vaga para o torneio olímpico de basquetebol dos Jogos Olímpicos de Verão de 2016 no Rio de Janeiro.